# Delos oualanensis
Delos oualanensis је пуж из реда Stylommatophora.

## Угроженост
Подаци о распрострањености ове врсте су недовољни.

## Распрострањење
Ареал врсте је ограничен на Микронезију.